# Calathea lancifolia
Calathea lancifolia är en strimbladsväxtart som beskrevs av Boudewijn Karel Boom. Calathea lancifolia ingår i släktet Calathea och familjen strimbladsväxter. Inga underarter finns listade.

## Bildgalleri

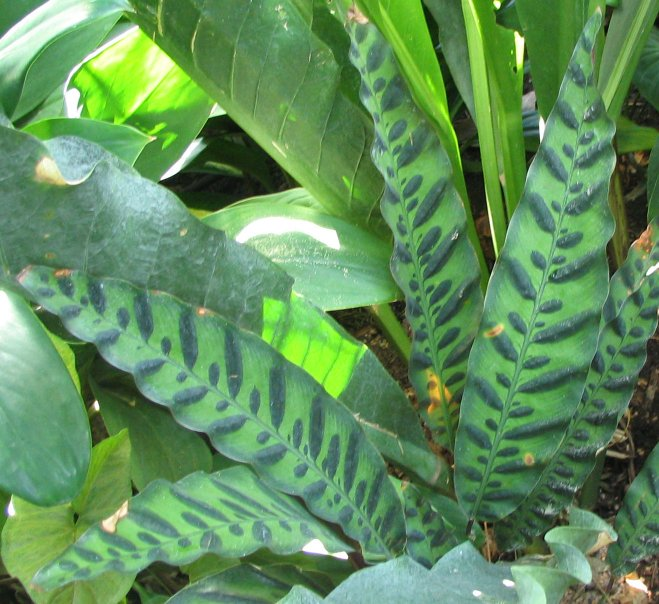
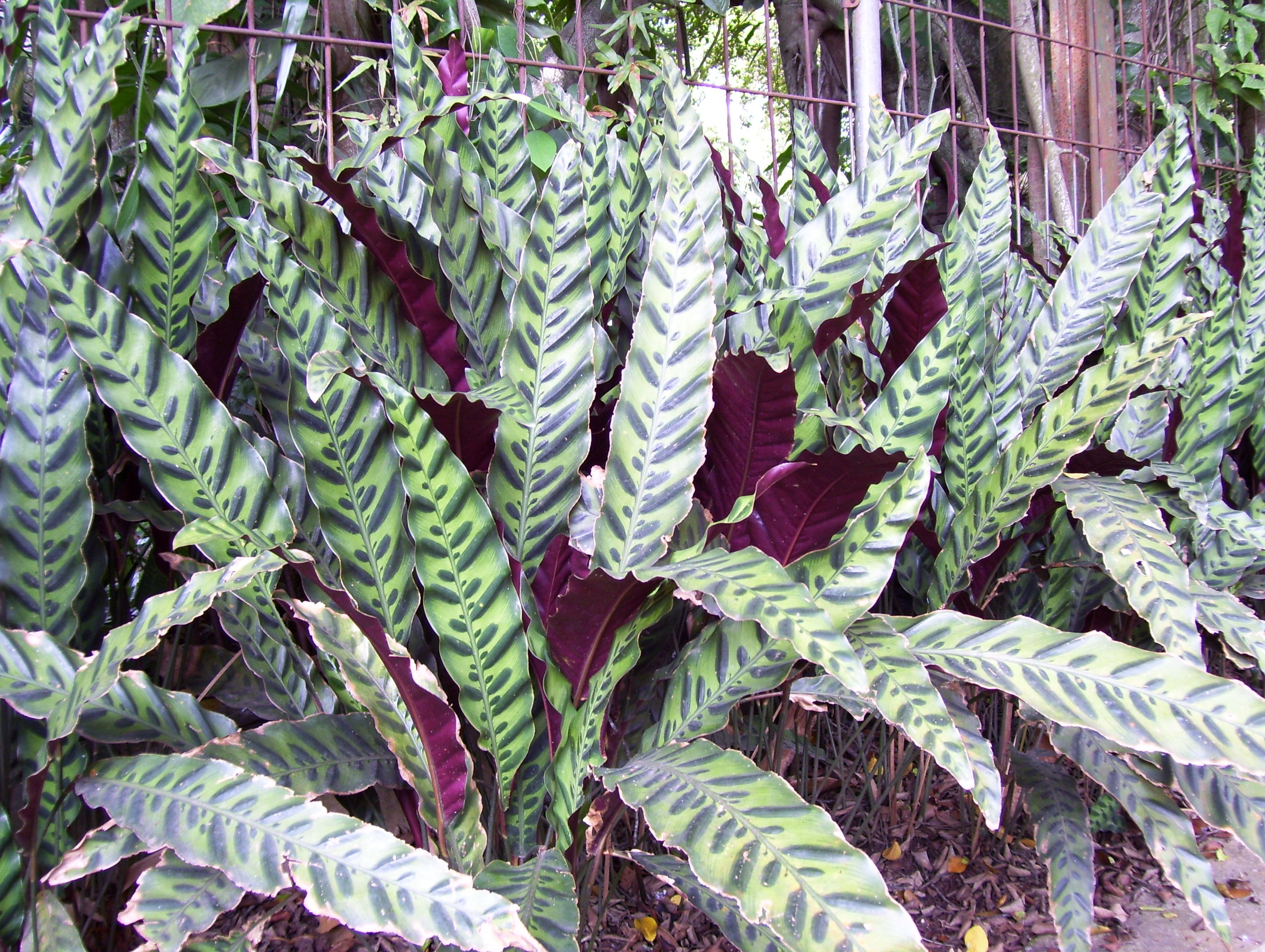
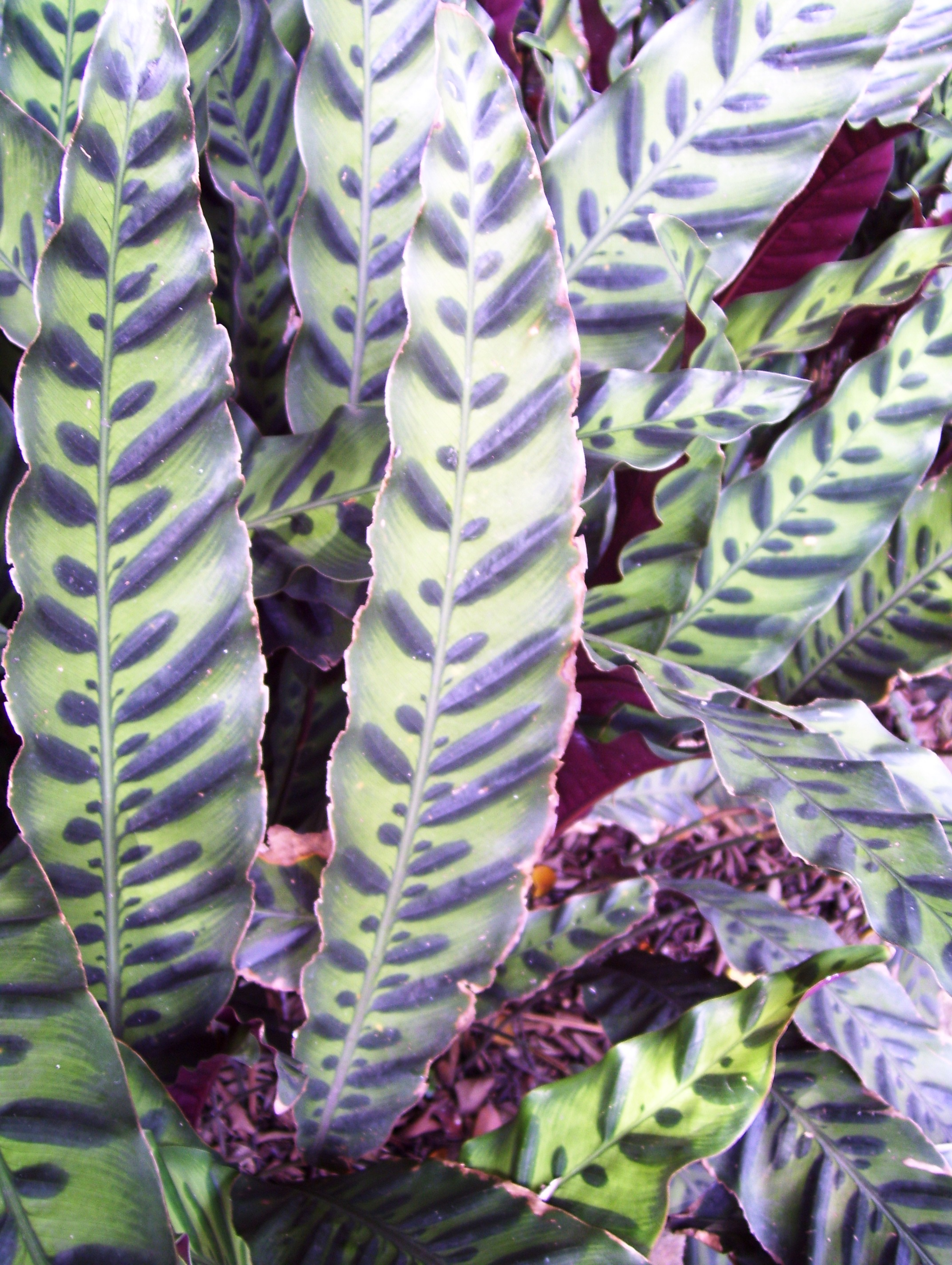
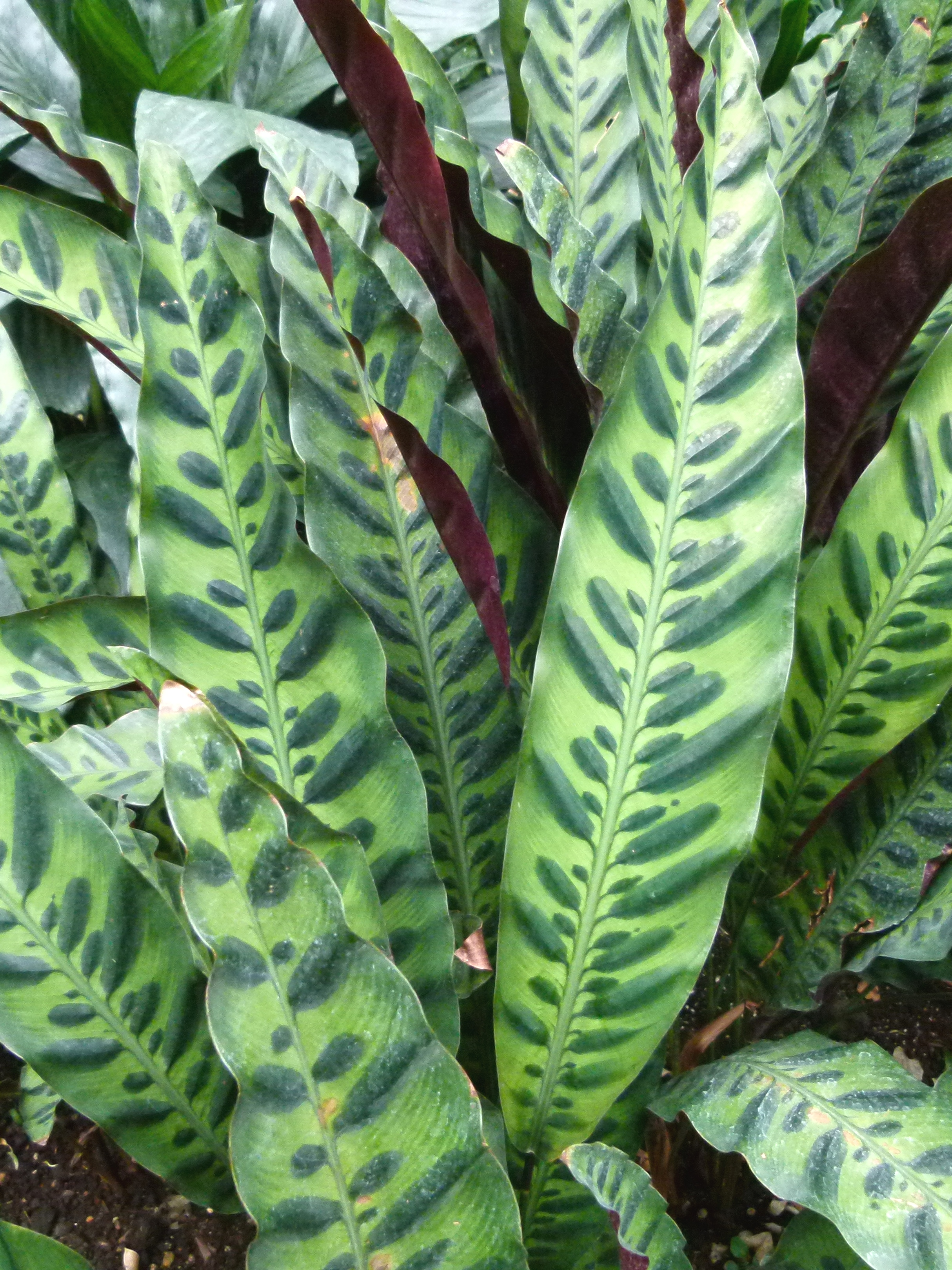